# 台湾民事令
台湾民事令（たいわんみんじれい）（明治41年律令第11号）は、日本統治下の台湾における民事関係について定めた律令である。
明治41年（1908年）8月28日公布、同年10月1日施行。この記事においては、台湾民事令の制定前、廃止後における台湾での民事法の適用関係についても記述する。

## 概要

### 台湾民事令の制定まで
台湾統治開始直後は、占領に対する軍事的鎮圧のため軍政を施行しており、この時期の民事訴訟は、台湾住民民事訴訟令（明治28年11月17日令第21号）により、内地人には帝国法規を適用し、本島人及び清国人については旧法及び習慣により行っていたようである。
その後、軍政から民政に移行し、台湾民事令の制定施行前は、民事商事及刑事ニ関スル律令（明治31年律令第8号、明治31年（1898年）7月16日公布施行）により、民事・刑事とも一つの律令により規定されていた。この律令は、民事商事及び刑事に関する事項は、民法、商法、刑法、民事訴訟法、刑事訴訟法及び附属法律に依る（依用）としながら、①　本島人及び清国人以外が関係しない民事・商事事件　②　本島人及び清国人の刑事事件　については現行の例によるとした。
また民事商事及刑事ニ関スル律令と同日に制定された民事商事及刑事ニ関スル律令施行規則（明治31年律令第9号、明治31年（1898年）7月16日公布施行）は、民法、民事訴訟法の適用についての特則を規定した。同日に制定された施行規定であるがこちらは緊急律令である。
民事商事及刑事ニ関スル律令の適用を受ける附属法律は台湾総督が定めるとされたが、これは民事商事及刑事ニ関スル律令附属法律（明治31年台湾総督府令第54号、明治31年（1898年）7月16日公布施行）により、次の法律とされた。
1. 民法施行法
2. 人事訴訟手続法
3. 商法施行条例
4. 非訟事件手続法
5. 競売法

この台湾総督府令は、次のように改正され、対象の附属法律が追加された。
明治三十一年府令第五十四号中追加（明治32年台湾総督府令第5号、明治32年（1899年）1月21日公布施行）
　　6　刑法附則
明治三十一年府令第五十四号中追加（明治32年台湾総督府令第43号、明治32年（1899年）6月1日公布施行）
　　7　商法ニ従ヒ破産ノ宣告ヲ受ケタル者ニ関スル件（明治23年10月9日法律第101号）
明治三十一年府令第五十四号中追加（明治32年台湾総督府令第66号、明治32年（1899年）7月16日公布施行）
　　8　商法施行法
明治三十一年府令第五十四号中追加（明治33年台湾総督府令第22号、明治33年（1900年）3月9日公布施行）
　　9　民法第千七十九条及第千八十一条ノ規定ニ依ル遺言ノ確認ニ関スル法律（明治33年2月7日法律第13号）
　　10　商法中署名スヘキ場合ニ関スル法律（明治33年2月26日法律第17号）
明治三十一年府令第五十四号中追加（明治33年台湾総督府令第57号）、明治33年（1900年）7月29日公布施行）
　　11　保険業法
その後、訴訟法については、刑事訴訟法民事訴訟法及其附属法律適用ニ関スル件（明治32年律令第8号）、明治32年（1899年）4月28日公布施行）により本島人及び清国人関係についても刑事訴訟法、民事訴訟法及び附属法律に依ることになった。
民事訴訟法手続の特則については、民事訴訟特別手続（明治38年律令第9号、明治38年（1905年）7月29日公布、明治38年（1905年）8月1日施行）により規定された。
民法第二百四十条及第二百四十一条ノ規定本島人及清国人ニ適用（明治32年律令第24号、明治32年（1899年）8月9日公布施行）により本島人及び清国人関係も民法第240条及び第241条を適用することとした。
本島人及清国人ニ民法中適用ニ関スル件（明治41年律令第8号、明治40年（1907年）10月12日公布施行）により債務の弁済に関しては本島人及び清国人関係も民法第494条から第498条によるとした。

### 制定理由
台湾民事令の制定の文書に添付された理由書によると、制定の理由は「本島における民事刑事は各別に制定する必要」となっている。同時に制定された台湾刑事令も同様な理由であり、この時点で内容の大きな変更は意図されていない。

### 構成
制定時点での台湾民事令は、全6条から構成されている。
第1条　民事に関しては、民法、商法、民事訴訟法及び附属法律に依ると規定。附属法律は台湾総督が定めるとされたが、これは台湾民事令第一条ニ定メタル附属法律指定（明治31年台湾総督府令第54号）、明治41年（1908年）9月4日公布、明治41年（1908年）10月1日施行）により、次の法律とされた。
1. 民法施行法
2. 人事訴訟手続法
3. 商法施行条例
4. 非訟事件手続法
5. 競売法
6. 民法第千七十九条及第千八十一条ノ規定ニ依ル遺言ノ確認ニ関スル法律（明治33年2月7日法律第13号）
7. 商法ニ従ヒ破産ノ宣告ヲ受ケタル者ニ関スル件（明治23年10月9日法律第101号）
8. 商法中署名スヘキ場合ニ関スル法律（明治33年2月26日法律第17号）
9. 保険業法

第2条　土地に関する権利については習慣による。
第3条　本島人及び清国人関係のみの民事には、次の規定を除き民法、商法、民事訴訟法及び附属法律によらず習慣による。
1. 民法第240条及び第241条
2. 民法第494条から第498条によるとした。

第4条　第1条で依用する場合の区裁判所の職務は地方法院が、主務大臣の職務は台湾総督が行う。
第5条　施行に必要な事項は台湾総督が定める。
第6条　利息制限規則、民事訴訟特別手続の効力の継続。

## 廃止
台湾ニ施行スヘキ法令ニ関スル法律（大正10年法律第3号）が、1922年（大正11年）1月1日から施行され、台湾についても内地の法令を施行することは原則となった。
これにより民事関係についても民事ニ関スル法律ヲ台湾ニ施行スルノ件（大正11年9月18日勅令第406号）が制定され、1923年（大正12年）1月1日から施行された。
これにより、次の法律が台湾に適用された。
　　民法
　　商法 
　　民事訴訟法
　　商法（旧商法）（明治23年4月26日法律第32号）第三編
　　商法施行条例
　　家資分散法
　　商法ニ従ヒ破産ノ宣告ヲ受ケタル者ニ関スル件（明治23年10月9日法律第101号）
　　民法施行法
　　人事訴訟手続法
　　非訟事件手続法
　　競売法
　　不動産登記法
　　商法施行法
　　民法第千七十九条及第千八十一条ノ規定ニ依ル遺言ノ確認ニ関スル法律（明治33年2月7日法律第13号）
　　外国人ノ抵当権ニ関スル法律（明治32年3月16日法律第67号）
　　商法中署名スヘキ場合ニ関スル法律（明治33年2月26日法律第17号）
　　建物保護ニ関スル法律（明治42年5月1日法律第40号）
ただし、同時に制定施行された台湾ニ施行スル法律ノ特例ニ関スル件（大正11年9月18日勅令第407号）により特例が制定された。特に、本島人のみの親族及び相続については民法第4編及び第5編によらず習慣によるとされた。これは日本の台湾統治の終了まで変更されなかった。
このように台湾に民法等の適用がされたため、台湾民事令は、民事ニ関スル法律ヲ台湾ニ施行スルニ付改廢ヲ要スル律令ニ関スル件（大正11年律令第6号、大正11年（1922年）9月18日公布、大正12年（1923年）1月1日施行）により廃止された。
この民事関係法令の台湾への適用は、その後次のように追加改正された。
大正十一年勅令第四百六号民事ニ関スル法律ヲ台湾ニ施行スルノ件中改正ノ件（大正11年12月29日勅令第522号）
次の法律を追加。
　　民事訴訟費用法
　　民事訴訟用印紙法
　　商事非訟事件印紙法
　　外国人ノ署名捺印及無資力証明ニ関スル法律（明治32年3月10日法律第50号）
　　破産法
　　和議法
次を削除（破産法の制定により廃止等されたため）。
　　商法（旧商法）（明治23年4月26日法律第32号）第三編
　　商法施行条例
　　家資分散法
　　手形法及小切手法ヲ台湾及樺太ニ施行スルノ件（昭和8年12月28日勅令第331号）
　　手形法
　　小切手法
　　昭和八年法律第四十二号身元保証ニ関スル法律ヲ台湾ニ施行スルノ件（昭和10年8月16日勅令第254号）
　　身元保証ニ関スル法律（昭和8年4月1日法律第42号）
　　商法中改正法律施行法ヲ台湾ニ施行スルノ件（昭和14年12月27日勅令第869号）
　　商法中改正法律施行法
有限会社法ヲ台湾ニ施行スルノ件（昭和15年8月14日勅令第520号）
　　有限会社法
なお、民事ニ関スル法律ヲ台湾ニ施行スルノ件（大正11年9月18日勅令第406号）の施行前において、次のように民事関係法が台湾に適用されている。
明治三十二年法律第四十号及第五十三号、国籍法、外国艦船乗組員ノ逮捕留置ニ関スル援助法、明治三十二年法律第九十四号台湾ニ施行スルノ件（明治32年6月21日勅令第289号）
　　失火ノ責任ニ関スル法律（明治32年3月8日法律第40号）
　　銀行ニ関スル法律ニ定メタル過料ニ関スル法律（明治32年3月10日法律第53号）
　　国籍法
　　外国艦船乗組員ノ逮捕留置ニ関スル援助法、
　　国籍喪失者ノ権利ニ関スル法律（明治32年3月29日法律第94号）
明治三十五年法律第五十号台湾ニ施行スルノ件（明治36年2月14日勅令第14号）
　　年齢計算ニ関スル法律（明治35年12月2日法律第50号）
明治三十一年法律第二十一号ヲ台湾ニ施行スルノ件（明治36年12月4日勅令第202号）
　　外国人ヲ養子又ハ入夫ト為スノ法律（明治31年7月11日法律第21号）
明治三十七年法律第十七号ヲ台湾ニ施行スルノ件（明治37年5月20日勅令第147号）
　　記名ノ国債ヲ目的トスル質権ノ設定ニ関スル法律（明治37年4月1日法律第17号）
供託法ヲ台湾ニ施行スルノ件（大正11年3月30日勅令第70号）
　　供託法
行政諸法台湾施行令（大正11年12月29日勅令第521号）
　　工場抵当法